# Chaumont, Orne
Chaumont är en kommun i departementet Orne i regionen Normandie i nordvästra Frankrike. Kommunen ligger i kantonen Gacé som tillhör arrondissementet Argentan. År 2022 hade Chaumont 167 invånare.

## Befolkningsutveckling
Antalet invånare i kommunen Chaumont
| Referens: INSEE |